# South Milton
South Milton – wieś i civil parish w Anglii, w Devon, w dystrykcie South Hams. W 2011 civil parish liczyła 385 mieszkańców. South Milton jest wspomniana w Domesday Book (1086) jako Mideltone/Miltitona. To zawiera Upton i Sutton.